# Posedarje
Posedarje (olaszul: Possedaria) falu és község Horvátországban Zára megyében.

## Fekvése
Zára központjától légvonalban 22 km-re, közúton 25 km-re északkeletre, Dalmácia északi részén, a Novigradi-tenger partján a Bašćica-patak torkolatánál fekszik.

## A község települései
Közigazgatásilag Grgurice, Islam Latinski, Podgradina, Slivnica, Vinjerac és Ždrilo települések tartoznak hozzá.

## Története
Területén már az őskorban éltek emberek, ezt igazolja a közelében található Prizida őskori várromja és a határában található halomsírok. Posedarjét 1194-ben „Possedaria” alakban említik először András horvát-dalmát herceg oklevelében, melyben megerősíti atyjának III. Béla magyar királynak az adománylevelét a horvát Gusić nemesi család birtokaira vonatkozóan. Ez a korbáviai nemesi család a 14. században megkapta a posedarjei grófi címet. A középkor folyamán Posedarje róluk lett ismert településsé. A települést ekkor erős vár védte és védőfalakkal is körülvették.
A posedarjei grófok hatalmas birtokokkal is rendelkeztek, melyek a 18. század végén a zárai Benja család tulajdonába mentek át, akik felvették a Posedarski nevet.
A posedarjei grófok nagyon fontos szerepet játszottak a török-velencei háborúk idején is a 17. században. Az utolsó posedarjei gróf Ante Benja Posedarski 1943 végén vándorolt ki Olaszországba és Velencében hunyt el. Posedarje erős falait a török az 1570 és 1665 közötti közel száz évben többször is (1571-ben, 1646-ban, 1662-ben és 1665-ben) támadta. Ezekben a harcokban lakói sokat szenvedtek, kirabolták és elűzték őket. A háborúk nyomán fellépő járványok is nagyban hozzájárultak a lakosság csökkenéséhez. A török uralom idején az elmenekült horvát lakosság helyén új nép jelent meg a térségben, akiket vlachokként ismertek. Az összeírások szerint a településnek 1527-ben 371, 1608-ban 175 lakosa volt. A török veszély elmúltával főként što horvát nyelvjárást beszélő új népesség települt be, mely nyelvjárást az itteniek a mai napig beszélik. 1857-ben 531, 1910-ben 630 lakosa volt. Ezt követően előbb a Szerb-Horvát-Szlovén Királyság, majd Jugoszlávia része lett. Posedarje 1995. augusztus 6. és 12. között nagy tömeg részvételével ünnepelte első említésének 800. évfordulóját. Az ünnepségre Zárából és környékéről is sokan érkeztek, köztük a kulturális és politikai élet vezetői. Az ünnepi szentmisét Franjo Kuharić bíboros érsek, Marijan Oblak zárai érsek és Ivan Prenđa koadjutor érsek celebrálta. A településnek 2011-ben 1358 lakosa volt, akik főként mezőgazdasággal ezen belül szőlőtermesztéssel, állattenyésztéssel, halászattal és turizmussal foglalkoznak. A falu nemrég még kitűnő házi szárított sonkájáról volt nevezetes.

## Lakosság
| Lakosság változása | Lakosság változása | Lakosság változása | Lakosság változása | Lakosság változása | Lakosság változása | Lakosság változása | Lakosság változása | Lakosság változása | Lakosság változása | Lakosság változása | Lakosság változása | Lakosság változása | Lakosság változása | Lakosság változása | Lakosság változása |
| ------------------ | ------------------ | ------------------ | ------------------ | ------------------ | ------------------ | ------------------ | ------------------ | ------------------ | ------------------ | ------------------ | ------------------ | ------------------ | ------------------ | ------------------ | ------------------ |
| 1857               | 1869               | 1880               | 1890               | 1900               | 1910               | 1921               | 1931               | 1948               | 1953               | 1961               | 1971               | 1981               | 1991               | 2001               | 2011               |
| 531                | 541                | 479                | 481                | 532                | 630                | 503                | 798                | 1.133              | 1.069              | 1.126              | 1.290              | 1.292              | 1.355              | 1.286              | 1.358              |

## Nevezetességei
- A falu közepén álló Rózsafüzér királynője tiszteletére szentelt plébániatemploma a 14. században épült. 1700-ban bővítették és barokk stílusban építették át. 1821-ben szélesítették, 1893-ban megújították. A honvédő háború idején 1991-ben ellenséges gránáttalálattól megsérült. A négyszög alaprajzú épület hosszúsága 20, szélessége 8 méter, háromszögű oromzata van. A bejárat feletti kórusát fából ácsolták, három oltára van. Főoltára márványból készült, értékes oltárképe a Boldogasszonyt ábrázolja amint rózsafüzért nyújt Szent Domonkosnak. Az egyik mellékoltárt Szent Péternek szentelték, ezen a Fájdalmas Szűzanya szobra áll, a másik mellékoltáron a Rózsafüzér királynőjének szobra látható. A Boldogasszony ünnepén október első vasárnapján szobrát körmenetben viszik a település utcáin. Oldalt a falfülkékben Jézus szíve és Szent József szobrai láthatók. A homlokzat feletti harangtorony 25 méter magas, két harang található benne. A plébánia a templom közelében található, anyakönyveit 1722 óta vezetik.[4]

- Nagyboldogasszony tiszteletére szentelt temploma[7] a tengerpart közelében egy parkban található. A templom a 12. – 13. században épült, körülötte régi temető van.[4] Egyszerű, egyhajós épület, nyeregtetővel és félköríves apszissal. A homlokzat középső tengelyében egyszerű portál, négyzet alakú ablak és az oromzat fölött harangtorony található. Az apszis eredetileg román stílusú épületről tanúskodik, maga a hajó, amely hozzá képest aszimmetrikus, későbbi barokk építészeti beavatkozás eredménye.

- A Szentlélek tiszteletére szentelt temploma[8] Posedarje előtt egy kis szigeten áll. A templom a 15. században épült, 1974-ben megújították. Kapuzata felett falazott harangtorony található, benne egy harang számára van hely, amelyet azonban a templomban őriznek. Csak ünnepi szentmise alkalmával használják, melyet azonban csak Pünkösdhétfőn tartanak benne. Posedarje a Szentlélek eljövetelének ünnepén tartja a falunapját. Ezen a napon hagyományosan hajós körmenetet rendeznek a szigetre, ahol a templom mellett celebrálnak nagy tömeg részvételével a Szentlélek tiszteletére szentmisét, melyre a szomszédos települések lakói közül is sokan elzarándokolnak.[4]
- Munkás Szent József tiszteletére szentelt temploma a falu felett található. 2000-ben építette fából Vinko Kajmak. A homlokzaton álló kisméretű harangtornyában egy harang található.[4]

- A falu közelében Prizida őskori várrom található.[2]

- Posedarjétől 2 km-re délre, a part mentén, a Kos lejtőjén található egy Budim nevű őskori domb. Az itteni várhely mind méretében, mind erődítményrendszerében egyedülálló példája az őskori erődített településnek. Két keresztirányú sánc az erőd területét három teraszra osztja, amelyeket egy 10 m magas és kb. 30 m széles közös sánc vesz körül, különlegesen jellegzetes bejárati résszel. A falak részben falazott, részben szárazon rakott technikával készültek, egy részük vakolva van, mely a vaskortól a középkorig történő folyamatos használatra utal. A vár területén, többnyire a harmadik teraszon lakóépületek és egy templomépület nyomai láthatók. Itt különösen sok lelet, főként liburn kerámia került elő.[9]

- A falu körül halomsírok találhatók.[2]